# 김부각
김부각은 한국의 전통 음식인 부각의 일종이며, 보통 김을 네모나게 잘라서 반죽에 담근 뒤 기름에 튀겨 만든다.